# Neuville-Vitasse
Neuville-Vitasse é uma comuna francesa na região administrativa de Altos da França, no departamento de Pas-de-Calais. Estende-se por uma área de 6,98 km². Em 2010 a comuna tinha 507 habitantes (densidade: 72,6 hab./km²).